# 梅阿利亚达 (葡萄牙堂区)
梅阿利亚达是葡萄牙阿威罗区的一个堂区。总面积10.28平方公里，总人口4043人，人口密度393.3人/平方公里。